# Flemming Kofod-Svendsen
Flemming Kofod-Svendsen, född 21 mars 1944 i Aakirkeby på Bornholm, är en dansk präst och tidigare partiordförande för Kristeligt Folkeparti (1979-1990). Han var Danmarks bostadsminister 1987-1988 (Regeringen Poul Schlüter II) och 1993-1994 (Regeringen Poul Nyrup Rasmussen I) samt, i det senare fallet, minister för nordiskt samarbete och östersjöfrågor.

## Bakgrund
Kofod-Svendsen är son till gårdsägaren Poul Anker Svendsen och Helga Kofod-Svendsen. Efter avslutad folkskola (1951-1959) tog han studentexamen från den matematisk-naturvetenskapliga linjen på Rønne Statsskole 1962. Han flyttade därefter till Köpenhamn för att studera teologi på universitetet, varifrån han tog kandidatexamen 1969. Han var därefter generalsekreterare för Kristeligt Forbund for Studerende (1970-1977) och dess förlag Credo Forlag (1976-1979) samt redaktör av tidskriften pro-Fide (1971-1979). I samband med att Menighedsfakultetet (en privatfinansierad teologisk utbildning på universitetsnivå) i Århus upprättades 1972 blev han vice ordförande för dess representantskap. Samtidigt blev han styrelseledamot i Dansk Bibel-Institut och Bibellæser-Ringen (1977-1980). Dessa uppdrag hade han till 1978. Åren 1976-2011 var han kyrkoherde i Birkerøds församling. År 2014 blev han PhD vid Köpenhamns universitet med avhandlingen Teologi og konsekvens. Niels Ove Rasmussen Vigilius' teologiske virke. 

## Politisk karriär
Kofod-Svendsen började engagera sig i Kristeligt Folkeparti under 1970-talets början och var partiets folketingskandidat i Hillerøds valkrets 1976-1980, dock utan att lyckas bli vald. Han utsågs till partiledare 1979, bytte till Lyngbys valkrets 1980 och valdes in 1984. Han var därmed partiets parlamentariska ledare (gruppordförande) fram till 1993. Trots att Kristeligt Folkeparti ingick i Poul Schlüters första regering (1982-1987) utsågs inte Kofod-Svendsen till statsråd. Partiets enda representant i regeringen under denna period var miljöminister Christian Christensen. Han var däremot ledamot i Radiorådet (1982-1987) och ordförande för dess barn- och ungdomsavdelning (1986-1987). Vid denna tid, då alla folketingspartier fanns representerade i radiomonopolet, var rådet en viktig politisk plattform. I samband med att Schlüter bildade sin andra regering 1987 togs han in i regeringen som bostadsminister. Under sin statsrådstid uttryckte han sig positivt för medborgarlön, som han menade kunde förenkla administrationen och garantera en grundinkomst för arbetslösa.
Efter att ha lämnat regeringen utsågs Kofod-Svendsen till partiets politiska ordförande (1988-1993). Han har även suttit i Udenrigspolitisk Nævn, Folketingets motsvarighet till den svenska Riksdagens utrikesnämnd. Han engagerade sig även i biståndsfrågor som ledamot i Rådet for Internationalt Udviklingssamarbejde (1988-1993). Han överlämnade partiordförandeskapet till Jann Sjursen 1990. Då Poul Nyrup Rasmussen bildade en bred koalitionsregering 1993 utsågs han återigen till bostadsminister samt till minister för nordiskt samarbete och östersjöfrågor. Han avgick i samband med valet i september 1994 då Kristeligt Folkeparti hamnade under spärren på 2 %. Han blev åter invald 1998 och satt till valet 2001. Han har därefter tagit en doktorsexamen i teologi (PhD).  Den 3 september 2014 disputerade han i Köpenhamn på avhandlingen Teologi och konsekvens. Niels Ove Rasmussen Vigilius' teologiske virke med saerligt henblik på bibelsyn, kirkesyn, konfessionstroskab, karismatik og samarbejde på den kirkelige höjreflöj i sidste halvdel av det 20. århundrede. I avhandlingen behandlas framväxten av Dansk Bibel-Institut och dess rötter i svensk teologi, bland annat institutet Biblicum i Uppsala och bibelsynsdebatten mellan biskop Bo Giertz i Göteborg och domprosten G.A. Danell i Växjö.
Kofod-Svendsen har skrivit böckerna Etik og teknologi (1982), Sandheden er det første offer (1984), Den politiske udfordring (1987), Mellem foragt og guddommeliggørelse (1998) och Tro til tiden (2009). Han har också skrivit boken  Døden, sorgen, håbet (2005), som han skrev efter att ha förlorat sin son, svärdotter och barnbarn i tsunamin i Thailand 2004.
Han har varit representant för banken RealDanmark (1991-1993), ordförande av Administratorforeningens Akademi (1996-) och generalsekreterare för insamlingsorganisationen ISOBRO (2001-2006). Han har även haft uppdrag för Mellemfolkeligt Samvirke, U-landsrådet och FN-förbundets folketingsgrupp.